# Pitoi, Argeș
Pitoi este un sat în comuna Priboieni din județul Argeș, Muntenia, România.